# Bacquepuis
Bacquepuis ist eine französische Gemeinde mit 307 Einwohnern (Stand: 1. Januar 2022) im Département Eure in der Region Normandie (vor 2016 Haute-Normandie). Sie gehört zum Arrondissement Bernay (bis 2017: Arrondissement Évreux) und zum Kanton Le Neubourg. Die Einwohner werden Bacquepuisiens genannt.

## Geografie
Bacquepuis liegt in Nordfrankreich etwa 22 Kilometer nordwestlich von Évreux. Umgeben wird Bacquepuis von den Nachbargemeinden Bérengeville-la-Campagne im Norden und Nordosten, Sacquenville im Osten und Süden, Bernienville im Südwesten und Westen sowie Quittebeuf im Westen und Nordwesten.

## Bevölkerungsentwicklung
| Jahr                       | 1962 | 1968 | 1975 | 1982 | 1990 | 1999 | 2006 | 2019 |
| Einwohner                  | 191  | 191  | 180  | 252  | 291  | 295  | 326  | 306  |
| Quellen: Cassini und INSEE |      |      |      |      |      |      |      |      |